# Harlekijnkwartel
De Harlekijnkwartel (Coturnix delegorguei) is een hoenderachtige vogel uit de kwartelfamilie (Phasianidae / Odontophorinae). De in Nederland gefokte kwartels kunnen ook goed tegen de Nederlandse temperatuur.

## Kenmerken
De harlekijnkwartel is iets groter dan de Chinese dwergkwartel. De vogel heeft een lengte van 15 cm en weegt ongeveer 70 gram. De haan heeft een bruinzwarte kop, met daaroverheen een lichtbruine streep. Bij het oog bevindt zich een duidelijk zichtbare zwarte en vrij lange oogstreep. De wenkbrauwstreep is wit. De keel en wangen zijn helder wit. Op de wangen bevindt zich een zwartbruine streep, die naar de buik loopt via de keel en borst. De borst is zwart en de flanken zijn roodachtig bruin met zwarte tekeningen. De buik en onderstaartdekveren zijn roestachtig bruin. De bovenzijde is sterk donkerbruin tot zwart, en is versierd met lichtbruine, in schelpvorm staande tekeningen. Op de bovenzijde en de schouders bevinden zich smalle, geelbruine lengtestrepen. De ogen zijn bruin, de snavel is bruinzwart en de poten geelachtig bruin. Het hennetje is geelachtig wit en mist de zwarte koptekening en de zwarte veren aan de keel. De onderzijde heeft een bruine kleur en de veerranden zijn geelachtig bruin. Ook de schelptekening is iets vager.

## Voedsel
Overdag scharrelt de harlekijnkwartel wat rond op de grond naar voedsel. Het voedsel wat ze vinden is niet echt iets wat je bijzonder zou kunnen noemen. Zoals de meeste vogels eten deze kwartels ook insecten. Maar het voornamelijke voedsel waar deze vogeltjes van leven is toch meer groenvoer. Namelijk brandnetels en andere onkruidsoorten.

## Voortplanting
De hennetjes leggen op een beschutte plaats in een kuiltje ongeveer 4 tot 8 gespikkelde eitjes, die in 16 tot 18 dagen uitgebroed worden. De onooglijk kleine kuikentjes kunnen vrijwel direct met de moeder mee scharrelen om zo aan hun eventuele vijanden te ontkomen. Het haantje blijft in de buurt van zijn gezin en houdt eventuele vijanden op een afstand.

## Verspreiding
Deze kwartel komt voor in Afrika, ruwweg uit een gebied dat zich uitstrekt van de onderkant van de Sahara-woestijn tot en met Zuid-Afrika en Madagaskar. Het dier leeft in graslanden en agrarische gebieden met lage plantengroei.
De soort telt 3 ondersoorten:
- C. d. delegorguei: Afrika bezuiden de Sahara en Madagaskar.
- C. d. histrionica: Sao Tomé.
- C. d. arabica: zuidelijk Arabië.